# جولیا وارد هوی
جولیا وارد هوی (انگلیسی: Julia Ward Howe; ۲۷ مهٔ ۱۸۱۹ – ۱۷ اکتبر ۱۹۱۰) یک شاعر و نویسنده اهل ایالات متحده آمریکا بود که برای نوشتن «سرود نبرد جمهوری» شناخته شده بود. او همچنین مدافع سقط جنین و یک فعال اجتماعی، مخصوصاً برای حق رأی زنان بود.